# Aeroporto de Cardiff
O Aeroporto de Cardiff (em inglês: Cardiff Airport, em galês: Maes Awyr Caerdydd) (IATA: CWL, ICAO: EGFF) é um aeroporto internacional localizado na cidade de Rhoose e que serve principalmente à cidade de Cardiff, capital do País de Gales, no Reino Unido, é o principal aeroporto do País de Gales.